# Akinator : Le Génie du web
Akinator : Le Génie du web est un jeu sur internet et application, créé en 2007 et produit par Elokence. L'application essaye de deviner à quel objet ou quel personnage le joueur pense, via une série de questions posées par l'intelligence artificielle. 
Conçu initialement au travers d'un projet personnel de Arnaud Megret, Devinettor, la force d'Akinator est son auto-apprentissage, au fil des parties des joueurs en fonction de leurs réponses. Le jeu se développe par la suite via une application mobile puis par l'internationalisation du jeu.

## Historique

### Genèse du projet: Devinettor
En 2007, Arnaud Megret, ingénieur en informatique, a l'idée de créer Devinettor, « projet pas très ambitieux, pour s'amuser », où une intelligence artificielle pose 20 questions à un joueur pour deviner à quel personnage il pense. L'ingenieur remplit au départ la base de données avec 100 personnages et 100 questions mais la force du jeu est de s’enrichir au fil des parties : quand le jeu est battu par le joueur parce qu'il n'a pas su deviner le personnage, Devinettor enregistre les informations de la partie. Ainsi, la base de données se diversifie au fil des parties et les personnages précédemment joués sont de plus en plus facilement devinés par l'intelligence artificielle. 
Arnaud Megret partage le jeu à ses connaissances et peu après, Devinettor commence à circuler sur les forums en ligne et atteint une relative popularité rapidement et le jeu est renommé en Akinator,.

### Notoriété mondiale
Le jeu devient célèbre en Europe en 2009 et au Japon en 2010 avec le lancement de la version mobile par Scimob, qui bat un record sur l'App Store. Akinator est développé par la société Elokence.
En octobre 2017, l'application Akinator est mis à disposition des utilisateurs sur l'assistant personnel Google Home.

## Fonctionnement
Le jeu se déroule entre Akinator, représenté sous la forme d'un génie oriental, et un joueur. Akinator essaie de deviner le personnage réel ou fictif, l'objet ou l'animal auquel le joueur pense, et pour ce faire il lui pose des questions. Les questions sont choisies de façon à pouvoir éliminer plusieurs possibilités. Akinator possède une base de données qui regroupe des personnages et des questions avec leurs réponses.
Au bout de 25 questions, Akinator a généralement pu éliminer toutes les possibilités sauf une, et propose au joueur sa réponse. S'il se trompe, il propose alors au joueur de continuer en lui posant une nouvelle série de questions (qui ont souvent pour but d'élargir un peu la recherche, en supposant que le joueur ait pu se tromper quelquefois dans ses réponses). Si après ces questions supplémentaires Akinator se trompe, ou ne trouve pas le personnage, il demande au joueur de lui indiquer quel était le personnage, et ce qui le caractérise. Le joueur a aussi la possibilité d'entrer le nom et la photo de son personnage, ce qui enrichit la base de données.       
Akinator repose sur un moteur d'inférence nommé Limule qui est écrit en C++ et le site fonctionne en PHP. Sa base de données contient environ 100 000 personnages.
Le jeu Akinator est disponible sur différents supports, sur l'ordinateur via Internet en 14 langues, mais existe aussi comme application pour smartphone depuis 2009. Une version Akinator kid pour les enfants est sortie.

## Réception critique
L'Express a donné une note de 5 sur 5 à l'application iPhone  pour la semaine du 9 septembre 2009. Excite France déclare « plus qu’interactif, il est révolutionnaire ».